# Seznam astronomov
Seznam najbolj znanih svetovnih astronomov in astronomk:

## A
- Marc Aaronson (ZDA, 1950 – 1987)
- Viktor Kuzmič Abalakin (Rusija, 1930 – 2018)
- Cleveland Abbe (ZDA, 1838 – 1916)
- Charles Greeley Abbot (ZDA, 1872 – 1973)
- George Ogden Abell (ZDA, 1927 – 1983)
- Antonio Abetti (Italija, 1846 – 1928)
- Giorgio Abetti (Italija, 1882 – 1982)
- Kalid Ben Abdulmelik (ok. 890 – ok. 960)
- William de Wiveleslie Abney (Anglija, 1843 – 1920)
- Mark Abraham (ZDA)
- Roberto Abraham (Kanada, 1965 –)
- Abu Mašar (Irak, 787 – 886)
- Abul Vefa (Iran, 940 – 998)
- Charles Hitchcock Adams (ZDA, 1868 – 1951)
- John Couch Adams (Anglija, 1819 – 1892)
- Walter Sydney Adams (ZDA, 1876 – 1956)
- Saul Joseph Adelman (ZDA, 1944 –)
- Adityadasa (Indija)
- Aflah (Španija, * ok. 1100 – ok. 1160)
- Aglaonike (Grčija, okoli 150 pr. n. št.)
- Agripa (Grčija, okoli 40 – okoli 110)
- Eva Ahnert-Rohlfs (Nemčija, 1912 – 1954)
- Paul Oswald Ahnert (Nemčija, 1897 – 1989)
- George Biddell Airy (Anglija, 1801 – 1892)
- Robert Grant Aitken (ZDA, 1864 – 1951)
- Akorej (Rimski imperij, okoli 100 pr. n. št. – okoli 30 pr. n. št.)
- Albatani (Irak, 850 – 929)
- Vladimir Aleksandrovič Albicki (Rusija, 1891 – 1952)
- Carl Theodor Albrecht (Nemčija, 1843 – 1915)
- Charles Roger Alcock (ZDA, 1951 – )
- George Eric Deacon Alcock (Anglija, 1912 – 2000)
- Harold Lee Alden (ZDA, 1890 – 1964)
- Al-Fazari (Irak, okoli 735 – 806)
- Al-Hvarizmi (Hiva, Abasidski kalifat, 780 – 850)
- Abdurahman Ali Sufi (Iran, 903 – 986)
- Al-Kudžandi (Tadžikistan, okoli 940 – 1000)
- Lawrence Hugh Aller (ZDA, 1913 – 2003)
- Jacques d'Allonville de Louville (Francija, 1671 – 1732)
- Dinsmore Alter (ZDA, 1888 – 1968)
- Jeff Thomas Alu (ZDA, 1966 –)
- Viktor Amazaspovič Ambarcumjan (Armenija, 1908 – 1996)
- Giovanni Battista Amici (Italija, 1786 – 1863)
- Anaksimander (Grčija, okoli 609 pr. n. št. – 545 pr. n. št.)
- John August Anderson (ZDA, 1876 – 1959)
- Thomas David Anderson (Škotska, 1853 – 1932)
- Leif Erland Andersson (Švedska, 1944 – 1979)
- Andronik (Grčija, ok. 100 pr. n. št.)
- James Roger Prior Angel (ZDA, 1941 –)
- Anders Jonas Ångström (Švedska, 1814 – 1874)
- Eugène Michel Antoniadi (Francija, 1870 – 1944)
- Pierre Antonini (Francija)
- Peter Apian (Nemčija, 1495 – 1557)
- Apolonij (Pergeja, 265 pr. n. št. – 170 pr. n. št.)
- François Jean Dominique Arago (Francija, 1786 – 1853)
- Arat (Grčija, 315 pr. n. št. – 240 pr. n. št.)
- Sylvain Julien Victor Arend (Luksemburg, Belgija, 1902 – 1992)
- Friedrich Wilhelm August Argelander (Nemčija, 1799 – 1875)
- Arhimed (Sirakuze, 287 pr. n. št. – 212 pr. n. št.)
- Arhit (Grčija, 428 pr. n. št. – 347 pr. n. št.)
- Aristarh (Grčija, 310 pr. n. št. – okoli 230 pr. n. št.)
- Aristil (Grčija, okoli 300 pr. n. št. – okoli 230 pr. n. št.)
- Halton Christian Arp (ZDA, 1927 – 2013)
- Svante August Arrhenius (Švedska, 1859 – 1927)
- Aryabhata I. Starejši (Indija, 476 – 550)
- Gorju Asada (Japonska, 1734 – 1799)
- Giuseppe Asclepi (Italija, 1706 – 1776)
- Joseph Ashbrook (ZDA, 1918 – 1980)
- Erik Ian Asphaug (ZDA)
- Petrus Astronomus (Švedska, ???? – po 1513)
- Atal Rodoški (Grčija, okoli 150 pr. n. št.)
- Arthur Georg Friedrich Julius von Auwers (Nemčija, 1838 – 1915)
- Adrien Auzout (Francija, 1622 – 1691)
- Avtolik (Grčija, okoli 360 pr. n. št. – okoli 295 pr. n. št.)
- David Axon (Anglija, 1951 – 2012)

## B
- Walter Baade (Nemčija, ZDA, 1893 – 1960)
- Harold Delos Babcock (ZDA, 1882 – 1968)
- Horace Welcome Babcock (ZDA, 1912 – 2003)
- Jacques Babinet (Francija, 1794 – 1872)
- Johan Oskar Backlund (Švedska, Rusija, 1846 – 1916)
- Ibn Badža (Španija, 1095 – 1138)
- John Norris Bahcall (ZDA, 1934 – 2005)
- Solon Irving Bailey (ZDA, 1854 – 1931)
- Édouard Benjamin Baillaud (Francija, 1848 – 1934)
- Jean Sylvain Bailly (Francija, 1736 – 1793)
- Francis Baily (Anglija, 1774 – 1844)
- John Bainbridge (Anglija, 1582 – 1643)
- James Gilbert Baker (ZDA, 1914 – 2005)
- Fernand Baldet (Francija, 1885 – 1964)
- John Evan Baldwin (Anglija, 1931 – 2010)
- Sallie Baliunas (ZDA)
- Loren C. Ball (ZDA, 1947 –)
- Tadeusz Banachiewicz (Poljska, 1882 – 1954)
- Odette Bancilhon (Francija)
- Benjamin Banneker (ZDA, 1731 – 1806)
- Vainu Bappu (Indija, 1927 – 1982)
- Amy Barger (ZDA, 1971 –)
- Edward Emerson Barnard (ZDA, 1857 – 1923)
- Bodo Baschek (Nemčija, 1935 – 2022)
- Johann Bayer (Nemčija, 1572 – 1625)
- Lazar Lvovič Bazeljan (Ukrajina, 1926–2001)
- Carlyle Smith Beals (Kanada, 1899 – 1979)
- Antonín Bečvář (Slovaška, 1901 – 1965)
- Wilhelm Wolff Beer (Nemčija, 1797 – 1850)
- Sergej Ivanovič Beljavski (Rusija, 1883 – 1953)
- Igor Vladimirovič Belkovič (Rusija, 1904 – 1949)
- Aristarh Apolonovič Belopolski (Rusija, 1854 – 1934)
- Graham E. Bell (ZDA)
- Susan Jocelyn Bell Burnell, (Združeno kraljestvo, 1943 – )
- Ivo Benko (Hrvaška, 1851 – 1903)
- John Caister Bennett (Južna Afrika, 1914 – 1990)
- Carl Östen Emanuel Bergstrand (Švedska, 1873 – 1948)
- Edward Bernard (Anglija, 1638 – 1696)
- Berosus (Babilonija, okoli 310 pr. n. št. – okoli 240 pr. n. št.)
- Friedrich Wilhelm Bessel (Nemčija, 1784 – 1846)
- John Bevis (Anglija, 1695 – 1771)
- Bhaskara (Indija, 1114 – 1185)
- Giuseppe Biancani (Italija, 1566 – 1624)
- Francesco Bianchini (Italija, 1662 – 1729)
- Wilhelm von Biela (Avstrija, 1782 – 1856)
- Ludwig Franz Benedict Biermann (Nemčija, 1907 – 1986)
- Camille Guillaume Bigourdan (Francija, 1851 – 1932)
- Jacques Philippe Marie Binet (Francija, 1786 – 1856)
- Bion Abderski (Grčija, okoli 430 pr. n. št. – okoli 360 pr. n. št.)
- Jean-Baptiste Biot (Francija, 1774 – 1862)
- John Birmingham (Irska, 1816 – 1884)
- Al-Biruni (Gasna, 973 – 1048)
- Al-Bitrudži (Španija, okoli 1130 – 1204)
- Adriaan Blaauw (Nizozemska, 1914 – 2010)
- Mary Adela Blagg (Anglija, 1858 – 1944)
- Roger David Blandford (Anglija, 1949 – )
- Jean-Jacques Blanpain (Francija, 1777 – 1843)
- Sergej Nikolajevič Blažko (Rusija, 1870 – 1956)
- Nathaniel Bliss (Anglija, 1700 – 1764)
- Andrea Boattini (Italija, 1969 –)
- Nikolaj Fjodorovič Bobrovnikov (Rusija, ZDA, 1896 – 1988)
- Johann Elert Bode (Nemčija, 1747 – 1826)
- Mirko Daniel Bogdanić, (Hrvaška, Madžarska, 1762 – 1802)
- Karl Petrus Theodor Bohlin (Švedska, 1860 – 1939)
- Alfred Bohrmann (Nemčija, 1904 – 2000)
- Bart Jan Bok (Nizozemska, 1906 – 1983)
- Charles Thomas Bolton (ZDA, 1943 – 2021)
- John Gatenby Bolton (Anglija, Avstralija, 1922 – 1993)
- George Phillips Bond (ZDA, 1826 – 1865)
- William Cranch Bond (ZDA, 1789 – 1859)
- Thomas Bopp (ZDA, 1949 – 2018)
- Jean Charles de Borda (Francija, 1733 – 1799)
- Giovanni Alfonso Borelli (Italija, 1608 – 1679)
- Freimut Börngen (Nemčija, 1930 – 2021)
- Genadij Vladimirovič Borisov (Rusija, Ukrajina, 1962 – )
- Alphonse Louis Nicolas Borrelly (Francija, 1842 – 1926)
- Georg Matthias Bose (Nemčija, 1710 – 1761)
- Benjamin Boss (ZDA, 1880 – 1970)
- Lewis Boss (ZDA, 1846 – 1912)
- Ruđer Josip Bošković (Dalmacija, 1711 – 1787)
- Pierre Bouguer (Francija, 1698 – 1758)
- Alexis Bouvard (Francija, 1767 – 1843)
- Edward L. G. Bowell (ZDA, 1943 – )
- Nathaniel Bowditch (ZDA, 1773 – 1838)
- Ira Sprague Bowen (ZDA, 1898 – 1973)
- Louis Boyer (Francija, 1901 – 1999)
- Ronald Newbold Bracewell (Avstralija, ZDA, 1921 – 2007)
- William Ashley Bradfield (Nova Zelandija, 1927 – 2014)
- James Bradley (Anglija, 1693 – 1762)
- Tycho Brahe (Danska, 1546 – 1601)
- Brahmagupta (Indija, 598 – 668)
- Alexis Brandeker (Švedska, 1974 –)
- John Alfred Brashear (ZDA, 1840 – 1920)
- Fjodor Aleksandrovič Bredihin (Rusija, 1831 – 1904)
- Paul Briault (Francija) (u. 1922)
- John Mortimer Brinkley (Anglija, Irska, 1763 – 1835)
- Thomas Makdougall Brisbane (Škotska, 1773 – 1860)
- William Robert Brooks (ZDA, 1844 – 1922)
- Theodor Johan Christian Ambders Brorsen (Danska, 1819 – 1895)
- Dirk Brouwer (Nizozemska, ZDA, 1902 – 1966)
- John Campbell Brown (Škotska, 1947 –)
- Ernest William Brown (Anglija, ZDA, 1866 – 1938)
- Robert Hanbury Brown (Anglija, 1916 – 2002)
- Donald E. Brownlee (ZDA)
- Albert Brudzewski (Poljska, 1445 – 1497)
- Franjo Bruna (Hrvaška, Madžarska, 1745 – 1817)
- William Otto Brunner (Švica, 1878 – 1958)
- Giordano Bruno (Italija, 1548 – 1600)
- Marc William Buie (ZDA, 1958 –)
- Ismael Bullialdus (Francija, 1605 – 1694)
- Eleanor Margaret Peachey Burbidge (Anglija, 1919 – 2020)
- Geoffrey Ronald Burbidge (Anglija, 1925 – 2010)
- Bernard Flood Burke (ZDA, 1928 – 2018)
- Joost Bürgi (Švica, 1552 – 1632)
- Robert Burnham mlajši (ZDA, 1931 – 1993)
- Sherburne Wesley Burnham (ZDA, 1838 – 1921)
- Schelte John Bus (ZDA, 1956 –)
- Ronald Buta (ZDA, 1952 –)
- R. Paul Butler (ZDA, 1960 –)

## C
- Niccolò Cacciatore (Italija, 1770 – 1841)
- Johannes Campanus (Italija, 1220 – 1296)
- William Wallace Campbell (ZDA, 1862 – 1938)
- Annie Jump Cannon (ZDA, 1863 – 1941)
- Gerolamo Cardano (Italija, 1501 – 1576)
- Richard Christopher Carrington (Anglija, 1826 – 1875)
- César-François Cassini de Thury III. (Francija, 1714 – 1784)
- Giovanni Domenico Cassini I. (Italija, Francija, 1625 – 1712)
- Jacques Cassini II. (Francija, 1677 – 1756)
- Jean-Dominique Cassini IV. (Francija, 1748 – 1845)
- Bonaventura Francesco Cavalieri (Italija, 1598 – 1647)
- Anders Celsius (Švedska, 1701 – 1744)
- Magnus Celsius (Švedska, 1621 – 1679)
- Jean Chacornac (Francija, 1823 – 1873)
- James Challis (Anglija, 1803 – 1882)
- Seth Carlo Chandler mlajši (ZDA, 1846 – 1913)
- Subrahmanyan Chandrasekhar (Indija, ZDA, 1910 – 1995)
- Carl Vilhelm Ludwig Charlier (Švedska, 1862 – 1934)
- Auguste Honoré Charlois (Francija, 1864 – 1910)
- Jean-Philippe Loys de Chéseaux (Švica, 1718 – 1751)
- Ernst Florens Friedrich Chladni (Nemčija, 1756 – 1827)
- Henri Chrétien (Francija, 1879 – 1956)
- William Henry Mahoney Christie (Anglija, 1845 – 1922)
- James Walter Christy (ZDA, 1938 –)
- Nikolaj Vladimirovič Cimmerman (Rusija, 1890 – 1942)
- Alexis Claude Clairaut (Francija, 1713 – 1765)
- Alvan Clark (ZDA, 1804 – 1887)
- Alvan Graham Clark (ZDA, 1832 – 1897)
- George Bassett Clark (ZDA, 1827 – 1891)
- Christopher Clavius (Nemčija, Italija, 1538 – 1612)
- Gerald Maurice Clemence (ZDA, 1908 – 1974)
- Victor Clube (Anglija, 1934 –)
- William Weber Coblentz (ZDA, 1873 – 1962)
- Jérôme Eugène Coggia (Francija, 1849 – 1919)
- Josep Comas i Solà (Španija, 1868 – 1937)
- Andrew Ainslie Common (Anglija, 1841 – 1903)
- Leslie John Comrie (Nova Zelandija, 1893 – 1950)
- Pablo Cottenot (Francija)
- Alan William James Cousins (Južna Afrika, 1903 – 2001)
- Philip Herbert Cowell (Anglija, 1870 – 1949)
- Thomas George Cowling (Anglija, (1906 – 1990)
- William Crabtree (Anglija, 1610 – 1644)
- Andrew Claude de la Cherois Crommelin (Anglija, 1865 – 1939)
- Johann Baptist Cysat (Švica, 1586 – 1657)
- Heber Doust Curtis (ZDA, 1872 – 1942)

## Č
- Čang Heng (Kitajska, 78 – 139)
- Gleb Aleksandrovič Čebotarjov (Rusija, 1913 – 1975)
- Ljudmila Ivanovna Černih (Rusija, 1935 – 2017)
- Nikolaj Stepanovič Černih (Rusija, 1931 – 2004)
- Ču Čungdži (Kitajska, 429 – 501)

## D
- Marie-Charles Damoiseau (Francija, 1768 – 1846)
- André-Louis Danjon (Francija, 1890 – 1967)
- Ignazio Danti (Italija, 1536 – 1586)
- Antoine Darquier de Pellepoix (Francija, 1718 – 1802)
- Heinrich Louis d'Arrest (Nemčija, 1822 – 1875)
- Marc Davis (ZDA, 1947 –)
- George Howard Darwin (Anglija, 1845 – 1912)
- William Rutter Dawes (Anglija, 1799 – 1868)
- Leo Anton Karl de Ball, (Nemčija, Avstrija, 1853 – 1916)
- Henri Debehogne (Belgija, 1924 – 2007)
- John Dee, (Anglija, 1527 – 1608)
- Annibale de Gasparis (Italija, 1819 – 1892)
- Jean Baptiste Joseph Delambre (Francija, 1749 – 1822)
- Warren de la Rue (Anglija, 1815 – 1889)
- Guidobaldo del Monte (Italija, 1545 – 1607)
- Charles-Eugène Delaunay (Francija, 1816 – 1872)
- Jean Delhaye (Francija, 1921 – 2001)
- Joseph-Nicolas Delisle (Francija, 1688 – 1768)
- Josip Salomon Delmedigo (1591 – 1655)
- Gabriel Delmotte (Francija, 1876 – 1950)
- Eugène Joseph Delporte (Belgija, 1882 – 1955)
- Audrey C. Delsanti (Francija, 1976 –)
- Ercole Dembowski (Italija, 1812 – 1881)
- Henri-Alexandre Deslandres (Francija, 1853 – 1948)
- Thomas Digges (Anglija, 1546 – 1595)
- Herbert Dingle (ZDA, 1890 – 1978)
- Ewine van Dishoeck (Nizozemska, 1955 –)
- Gabrijel Divjanović (Hrvaška, 1913 – 1991)
- Nikolaj Ivanovič Dneprovski (Rusija, 1887 – 1944)
- Audouin Charles Dollfus (Francija, 1924 – 2010)
- Franjo Dominko (Slovenija, 1903 – 1987)
- Giovanni Battista Donati (Italija, 1826 – 1873)
- Frank Drake (ZDA, 1930 – 2022)
- Henry Draper (ZDA, 1837 – 1882)
- John Dreyer (Danska, Irska, 1852 – 1926)
- Andrija Dudić (Hrvaška, 1533 – 1589)
- Raymond Smith Dugan (ZDA, 1878 – 1940)
- Nils Christoffer Dunér (Švedska, 1839 – 1914)
- James Dunlop (Škotska, Avstralija, 1793 – 1848)
- Daniel du Toit (Južna Afrika, 1917 – 1981)
- Frank Watson Dyson (Anglija, 1868 – 1939)

## Đ
- Ignjat Đurđević (Hrvaška, 1675 – 1737)

## E
- Wallace John Eckert (ZDA, 1902 – 1971)
- Arthur Stanley Eddington (Anglija, 1882 – 1944)
- Bengt Edlén (Švedska, 1906 – 1993)
- Eise Eisinga (Nizozemska, 1744 – 1828)
- Richard Salisbury Ellis (Wales, 1950 –)
- Eric Walter Elst (Belgija, 1936 – 2021)
- Johann Franz Encke (Nemčija, 1791 – 1865)
- Eratosten (Aleksandrija, Ptolemejski Egipt, 276 pr. n. št. – 194 pr. n. št.)
- Ernest Benjamin Esclangon (Francija, 1876 – 1954)
- Thomas Henry Espinell Compton Espin (Anglija, 1858 – 1934)
- Leonhard Euler (Švica, 1707 – 1783)
- Evdoks (Knida, Mala Azija, 410 pr. n. št. – 347 pr. n. št.)
- John Evershed (Anglija, 1864 – 1956)
- Evktemon (Grčija, okoli 480 pr. n. št. – 410 pr. n. št.)

## F
- Sandra Moore Faber (ZDA, 1944 –)
- Andrew Fabian (Anglija, 1948 –)
- David Fabricij (Nizozemska, 1564 – 1617)
- Johannes Fabricij (Nizozemska, 1587 – 1616)
- Priscilla Fairfield Bok (ZDA, 1896 – 1975)
- Al-Fargani (Fargana, okoli 805 – okoli 880)
- Al-Farisi (Iran, 1267 – 1319)
- Nicolas Fatio de Duillier (Švica, 1664 – 1753)
- Hervé-Auguste-Etienne-Albans Faye (Francija, 1814 – 1902)
- Charles Fehrenbach (Francija, 1914 – 2008)
- James Ferguson (Škotska, 1710 – 1776)
- James Ferguson (Škotska, ZDA, 1797 – 1867)
- Yanga Roland Fernández (Kanada, ZDA, 1971 –)
- Walter Ferreri (Italija, 1948 –)
- Vasilij Grigorjevič Fesenkov (Rusija, 1889 – 1972)
- Filip Opuntski (Grčija, okoli 350 pr. n. št.)
- Filolaj (Kroton, 480 pr. n. št. – okoli 405 pr. n. št.)
- William Henry Finlay (Južna Afrika, 1849 – 1924)
- Debra Fischer (ZDA)
- Gabrielle Renaudot Flammarion (Francija, 1877 – 1962)
- Nicolas Camille Flammarion (Francija, 1842 – 1925)
- John Flamsteed (Anglija, 1646 – 1719)
- Honoré Flaugergues (Francija, 1755 – 1830)
- Williamina Fleming (Škotska, ZDA, 1857 – 1911)
- Kiril Pavlovič Florenski (Rusija, 1915 – 1982)
- Jean-Henri Focas (Grčija, Francija, 1909 – 1969)
- Marino Fonović (Hrvaška, 1964 –)
- William Kent Ford mlajši (ZDA, 1931 – 2023)
- Jean Bernard Léon Foucault (Francija, 1819 – 1868)
- Georges Fournier (Francija, 1881 – 1954)
- Alfred Fowler (Anglija, 1868 – 1940)
- Ralph Howard Fowler (Anglija, 1889 – 1944)
- Girolamo Fracastoro (Italija, 1478 – 1553)
- William Sadler Franks (Anglija, 1851 – 1935)
- Kenneth Charles Freeman (Avstralija, 1940 –)
- Jean Frédéric Frenet (Francija, 1816 – 1900)
- Herbert Friedman (ZDA, 1916 – 2000)
- Regnier Gemma Frisius, (Nizozemska, Belgija, 1508 – 1555)

## G
- Walter Frederick Gale (Avstralija, 1865 – 1945)
- Galileo Galilei (Italija, 1564 – 1642)
- Johann Gottfried Galle (Nemčija, 1812 – 1910)
- Jean-Félix Adolphe Gambart (Francija, 1800 – 1836)
- Pierre Gassendi (Francija, 1592 – 1655)
- Carl Friedrich Gauss (Nemčija, 1777 – 1855)
- Tom Gehrels (Nizozemska, ZDA, 1925 – 2011)
- Henry Gellibrand (Anglija, 1597 – 1636)
- Gemin (Grčija, okoli 90 pr. n. št. – okoli 20 pr. n. št.)
- Boris Petrovič Gerasimovič (Rusija, 1889 – 1937)
- Marin Getaldić (Dubrovnik, 1568 – 1626)
- Michel Giacobini (Francija, 1873 – 1938)
- Henry Lee Giclas (ZDA, 1910 – 2007)
- David Gill (Škotska, 1843 – 1914)
- James Melville Gillis (ZDA, 1811 – 1865)
- James Whitbread Lee Glaisher (Anglija, 1848 – 1928)
- Wilhelm Gliese (Nemčija, 1915 – 1993)
- Thomas Godfrey (Anglija, 1704 – 1749)
- Thomas Gold (Avstrija, Anglija, ZDA, 1920 – 2004)
- Carl Wolfgang Benjamin Goldschmidt (Nemčija, 1807 – 1851)
- Hermann Mayer Salomon Goldschmidt (Nemčija, Francija, 1802 – 1866)
- François Gonnessiat (Francija, 1856 – 1934)
- John Goodricke (Nizozemska, Anglija, 1764 – 1786)
- Fritz Goos (Nemčija, 1883 – 1968)
- Spiridon Gopčević (Leo Brenner) (Hrvaška, 1855 – 1928)
- Benjamin Apthorp Gould (ZDA, 1824 – 1896)
- Stjepan Gradić (Hrvaška, 1613 – 1683)
- Andrew Graham (Irska, 1815 – 1908)
- Francis Graham-Smith (Anglija, 1923 – 2025)
- Robert Grant (Škotska, 1814 – 1892)
- Jesse Leonard Greenstein (ZDA, 1909 – 2002)
- David Gregory (Škotska, 1661 – 1708)
- James Gregory (Škotska, 1638 – 1675)
- John Grigg (Nova Zelandija, 1878 – 1920)
- Francesco Maria Grimaldi (Italija, 1618 – 1663)
- Stephen Groombridge (Anglija, 1755 – 1832)
- Robert Grosseteste (Anglija, okoli 1175 – 1253)
- Walter Grotrian (Nemčija, 1890 – 1954)
- Paul Guldin (Švica, Italija, Avstrija, 1577 – 1643)
- James Edward Gunn (ZDA, 1938 –)
- Guo Šoudžing (Kitajska, 1231 – 1316)
- Lev Emanujilovič Gurevič (Rusija, 1904 – 1990)
- Bengt Gustafsson (Švedska, 1943 –)
- Andrej Guštin (Slovenija, 1971–)
- Johan August Hugo Gylden (Švedska, 1871 – 1896)

## H
- John Hadley (Anglija, 1682 – 1744)
- Johann George Hagen (Avstrija, 1847 – 1930)
- Jusuke Hagihara (Japonska, 1897 – 1979)
- Friedrich von Hahn (Nemčija, 1742 – 1805)
- Omar Hajam (Perzija, 1048 – 1131)
- Semjon Emanujilovič Hajkin (Rusija, 1901 – 1968)
- Alan Hale (ZDA, 1958 –)
- George Ellery Hale (ZDA, 1868 – 1938)
- Asaph Hall (ZDA, 1829 – 1907)
- Edmond Halley (Anglija, 1656 – 1742)
- William Rowan Hamilton (Irska, 1805 – 1865)
- Peter Andreas Hansen (Danska, Nemčija, 1795 – 1874)
- Cristoph Hansteen (Norveška, 1784 – 1873)
- Karl Ludwig Harding (Nemčija, 1765 – 1834)
- Spiru Haret (Romunija, 1851 – 1912)
- Frederick James Hargreaves (Anglija, 1891 – 1970)
- Guillermo Haro (Mehika, 1913 – 1988)
- Robert George Harrington (ZDA, 1904 – 1987)
- Robert Sutton Harrington (ZDA, 1942 – 1993)
- Thomas Harriot (Anglija, 1560 – 1621)
- Edward Robert Harrison (Anglija, 1919 – 2007)
- Martin Otto Harwit (Češka, ZDA (1931 –)
- Otto Hermann Leopold Heckmann (Nemčija, 1901 – 1983)
- Eleanor Francis Helin (ZDA, 1932 – 2009)
- John Hellins (Anglija, 1749 – 1827)
- Karl Ludwig Hencke (Nemčija, 1793 – 1866)
- Thomas James Henderson (Škotska, 1798 – 1844)
- Michel Hénon (Francija, 1931 – 2013)
- Paul-Pierre Henry (Francija, 1848 – 1905)
- Prosper Henry (Francija, 1849 – 1903)
- Louis George Henyey (ZDA, 1910 – 1970)
- Heraklit Pontski (Mala Azija, okoli 388 pr. n. št. – 310 pr. n. št.)
- George Howard Herbig (ZDA, 1920 – 2013)
- Carl W. Hergenrother (ZDA, 1973 –)
- Paul Herget (ZDA, 1908 – 1981)
- Alexander Stewart Herschel (Anglija, 1836 – 1907)
- Caroline Lucretia Herschel (Anglija, 1750 – 1848)
- John Frederick William Herschel (Anglija, 1792 – 1871)
- William Herschel (Anglija, 1738 – 1822)
- Ejnar Hertzsprung (Danska, 1873 – 1967)
- Johannes Hevel (Poljska, Nemčija, 1611 – 1687)
- Antony Hewish (Anglija, 1924 – 2021)
- Abraham Hija (Španija, ok. 1070 – ok. 1136)
- George William Hill (ZDA, 1838 – 1914)
- John Russell Hind (Anglija, 1823 – 1895)
- Arthur Robert Hinks (Anglija, 1873 – 1945)
- Hiparh (Nikeja, okoli 190 pr. n. št. – 120 pr. n. št.)
- Hipokrat (Grčija, okoli 470 pr. n. št. – 410 pr. n. št.)
- Hipsiklej (Grčija, okoli 190 pr. n. št. – 120 pr. n. št.)
- Kijocugu Hirajama (Japonska, 1874 – 1943)
- Gustave-Adolphe Hirn (Francija, 1815 – 1890)
- Olof Petrus Hjorter (Švedska, 1696 – 1750)
- Dorrit Hoffleit (ZDA, 1907 – 2007)
- Cuno Hoffmeister (Nemčija, 1892 – 1968)
- Edward Singleton Holden (ZDA, 1846 – 1914)
- Erik Bertil Holmberg (Švedska, 1908 – 2000)
- Johann Hommel (Nemčija, 1518 – 1562)
- Minoru Honda (Japonska, 1913 – 1990)
- Thomas Hornsby (Anglija, 1733 – 1810)
- Peter Horrebow (Danska, 1679 – 1764)
- Jeremiah Horrocks (Anglija, 1618 – 1641)
- Maarten van den Hove (Nizozemska, 1605 – 1639)
- Fred Hoyle (Anglija, 1915 – 2001)
- Edwin Powell Hubble (ZDA, 1889 – 1953)
- Gary Hug (ZDA, 1950 –)
- Margaret Lindsay Huggins (Irska, 1848 – 1915)
- William Huggins (Anglija, 1824 – 1910)
- Hendrik Christoffel van de Hulst (Nizozemska, 1918 – 2000)
- Milton Lasell Humason (ZDA, 1891 – 1972)
- Christiaan Huygens (Nizozemska, 1629 – 1695)
- Yuji Hyakutake (Japonska, 1950 – 2002)
- Josef Allen Hynek (ZDA, 1910 – 1986)

## I
- Tošihiko Ikemura (Japonska, okoli 1952 – )
- Kaoru Ikeya (Japonska, 1943 – )
- Robert Thorburn Ayton Innes (Škotska, 1861 – 1933)
- Aleksander Aleksandrovič Ivanov (Rusija, 1867 – 1939)
- Ali Ben Isa (okoli 890 – okoli 960)
- I Sin (Kitajska, 683 – 727)

## J
- Cyril V. Jackson (Južna Afrika, 1903 – 1988)
- John Jackson (Škotska, 1887 – 1958)
- Cornelis de Jager (Nizozemska, 1921 – 2021)
- Jakub ibn Tarik (Bagdad, Abasidski kalifat, ??? – okoli 796)
- Karl Guthe Jansky (ZDA, 1905 – 1950)
- Pierre Janssen (Francija, 1824 – 1907)
- James Hopwood Jeans (Anglija, 1877 – 1946)
- Harold Jeffreys (Anglija, 1891 – 1989)
- David C. Jewitt (Anglija, 1958 –)
- Ernest Leonard Johnson (Južna Afrika, 1891 – 1977)
- Harold Lester Johnson (ZDA, 1921 – 1980)
- Manuel John Johnson, (Anglija, 1805 – 1859)
- Albert F. A. L. Jones (Nova Zelandija, 1920 – 2013)
- Alfred Harrison Joy (ZDA, 1882 – 1973)
- Ibn Junis (Egipt, 950 – 1009)
- Mario Jurić (Hrvaška, 1979 –)

## K
- Naum Lvovič Kajdanovski (Rusija, 1907 – 2010)
- Kalip (Grčija, okoli 370 pr. n. št. – 300 pr. n. št.)
- Lisa Kaltenegger (Avstrija, ZDA, 1977 –)
- Kamalakara (Indija, 1616 – 1700)
- Peter van de Kamp (Nizozemska, ZDA, 1901 – 1995)
- Jacobus Cornelius Kapteyn (Nizozemska, 1851 – 1922)
- Nikolaj Semjonovič Kardašov (Rusija, 1932 – 2019)
- Amr-al-Karmani (arabska Španija, 970 – 1066)
- Gijasedin al-Kaši (Timuridski Iran, okoli 1370 – 1429)
- James Edward Keeler (ZDA, 1857 – 1900)
- Kenneth Irwin Kellerman (ZDA, 1937 –)
- Robert Kennicutt (ZDA, 1951 –)
- Johannes Kepler (Nemčija, 1571 – 1630)
- Kidinu (Babilon, okoli 400 pr. n. št. – 330 pr. n. št.)
- Hisaši Kimura (Japonska, 1870 – 1943)
- Daniel Kirkwood (ZDA, 1814 – 1895)
- Robert Paul Kirshner (ZDA, 1949 –)
- Kleomed (Grčija), okoli 120 – okoli 190)
- Kleostrat (Tinedos, okoli 500 pr. n. št. – 430 pr. n. št.)
- Ernst Friedrich Wilhelm Klinkerfues (Nemčija, 1827 – 1884)
- Zoran Knežević (Srbija, 1949 –)
- Viktor Knorre (Rusija, 1840 – 1919)
- Reginald Purdon de Kock (Južna Afrika, 1902 – 1980)
- Ernst Arnold Kohlschütter (Nemčija, 1883 – 1969)
- Luboš Kohoutek (Češka, 1935 – 2023)
- Konon (Samos, Grčija), okoli 280 pr. n. št. – 220 pr. n. št.)
- Nikolaj Kopernik (Prusija, 1473 – 1543)
- Kazimierz Kordylewski (Poljska, 1903 – 1981)
- Korado Korlević (Hrvaška, 1958 –)
- Sergej Konstantinovič Kostinski (Rusija, 1867 – 1936)
- Ferdinand Konščak (Hrvaška, 1703 – 1759)
- Charles Thomas Kowal (ZDA, 1940 – 2011)
- Jan Kowalczyk (Poljska, 1833 – 1911)
- Robert Paul Kraft (ZDA, (1927 – 2015)
- Vladimir Aleksejevič Krat (Rusija, 1911 – 1983)
- Heinrich Carl Friedrich Kreutz (Nemčija, 1854 – 1907)
- Oton Kučera (Hrvaška, 1857 – 1931)
- Gerard Peter Kuiper (Nizozemska, ZDA, 1905 – 1973)
- Friedrich Karl Küstner (Nemčija, 1856 – 1936)
- Ali Kušči (Timuridski Iran, Osmansko cesarstvo, 1403 – 1474)
- Jošio Kušida (Japonska, 1957 –)
- Kušiar (Irak, 971 – 1029)
- Peter Kušnirák (Slovaška, 1974 –)
- Nikolaj Kuzanski (Nemčija, 1401 – 1464)
- William Kwong Yu Yeung  (Kitajska, Kanada, ZDA, 1960 –)

## L
- Antoine Émile Henry Labeyrie (Francija, 1943 – )
- Nicolas Louis de Lacaille (Francija, 1713 – 1762)
- Claes-Ingvar Lagerkvist (Švedska, 1944 –)
- Joseph-Louis de Lagrange (Italija, Francija, 1736 – 1813)
- Philippe de La Hire (Francija, 1640 – 1718)
- George Lake (ZDA, 1953 –)
- Joseph Jérôme Lefrançois de Lalande (Francija, 1732 – 1807)
- Johann Heinrich Lambert (Francija, Nemčija, 1728 – 1777)
- Carl Otto Lampland (ZDA, 1873 – 1951)
- Samuel Pierpont Langley (ZDA, 1834 – 1906)
- Michael Florent van Langren (Belgija, 1598 – 1675)
- Philippe van Lansberge (Nizozemska, 1561 – 1632)
- Pierre-Simon Laplace (Francija, 1749 – 1827)
- William Lassell (Anglija, 1799 – 1880)
- Hans Emil Lau (Danska, 1879 – 1918)
- Joseph Jean Pierre Laurent (Francija, ???? – 1900)
- Kenneth J. Lawrence (ZDA, 1964 –)
- Francis Preserved Leavenworth (ZDA, 1858 – 1928)
- Henrietta Swan Leavitt (ZDA, 1868 – 1921)
- Paul Ledoux (Belgija, 1914 – 1988)
- Guillaume-Joseph-Hyacinthe-Jean-Baptiste Le Gentil (Francija, 1725 – 1792)
- Georges Lemaître (Belgija, 1894 – 1966)
- Pierre Lemonnier (Francija, 1675 – 1757)
- Pierre Charles Le Monnier (Francija, 1715 – 1799)
- Nicole-Reine Etable de la Briere Hortense Lepaute (Francija, 1723 – 1788)
- Patricio Letelier (Čile, 1943 – 2011)
- Armin Otto Leuschner (ZDA, Nemčija, 1868 – 1953)
- Urbain-Jean Joseph Le Verrier (Francija, 1811 – 1877)
- Anders Johan Lexell (Švedska, Rusija, 1740 – 1784)
- Li Čungfeng (Kitajska, 602 – 670)
- Emmanuel Liais (Francija, 1826 – 1900)
- Luigi Ghiraldi Lilio (Italija, 1510 – 1576)
- Douglas N. C. Lin (ZDA, 1949 –)
- Bertil Lindblad (Švedska, 1895 – 1965)
- Bernhard von Lindenau (Nemčija, 1780 – 1854)
- Anders Lindstedt (Švedska, 1854 – 1939)
- Jurij Naumovič Lipski (Rusija, 1909 – 1978)
- Joseph Johann von Littrow (Avstrija, 1781 – 1840)
- Karl Ludwig von Littrow (Avstrija, 1811 – 1877)
- Joseph Norman Lockyer (Anglija, 1836 – 1920)
- Maurice Loewy (Avstrija, Francija, 1833 – 1907)
- Malcom Sim Longair (Škotska, 1941 –)
- Christen Longberg (Danska, 1562 – 1647)
- Bernard Lovell (Anglija, 1913 – 2012)
- Frank James Low (ZDA, 1933 – 2009)
- Andrew Lowe (Kanada, 1959 –)
- Percival Lowell (ZDA, 1855 – 1916)
- John William Lubbock (Anglija, 1803 – 1865)
- Knut Emil Lundmark (Švedska, 1889 – 1958)
- Karl Theodor Robert Luther (Nemčija, 1822 – 1900)
- Willem Jacob Luyten (Nizozemska, ZDA, 1899 – 1994)
- Bernard Ferdinand Lyot (Francija, 1897 – 1952)
- Raymond Arthur Lyttleton (Anglija, 1911 – 1995)

## M
- Adriaan van Maanen (ZDA, 1884 – 1946)
- Donald Edward Machholz (ZDA, 1952 –)
- John Machin (Anglija, okoli 1686 – 1751)
- Johann Heinrich Mädler (Nemčija, 1794 – 1874)
- Michael Maestlin (Nemčija, 1550 – 1631)
- Paolo Maffei (Italija, 1926 – 2009)
- Robert Main (Anglija, 1808 – 1878)
- Jean-Jacques Dortous de Mairan (Francija, 1678 – 1771)
- al-Majriti (arabska Španija, ???? – ok. 1007)
- Dimitrij Dimitrijevič Maksutov (Rusija, 1896 – 1964)
- Charles Malapert (Belgija, 1581 – 1630)
- David Malin (Avstralija, Anglija, 1941 – )
- Gunnar Malmquist (Švedska, 1893 – 1982)
- Abu Nasr Mansur (Gasna, 970 – 1036)
- Giacomo Filippo Maraldi (Italija, Francija, 1665 – 1729)
- Giovanni Domenico Maraldi (Italija, Francija, 1709 – 1788)
- Geoffrey Marcy (ZDA, 1954 – )
- Simon Marij (Nemčija, 1573 – 1624)
- Brian Geoffrey Marsden (Anglija, 1937 –)
- Albert Marth (Nemčija, 1828 – 1897)
- Nevil Maskelyne (Anglija, 1732 – 1811)
- Charles Mason (Anglija, ZDA, 1730 – 1787)
- Claude-Louis Mathieu (Francija, 1783 – 1875)
- Janet Akyüz Mattei (Turčija, ZDA, 1943 – 2004)
- Edward Walter Maunder (Anglija, 1851 – 1928)
- Pierre-Louis Moreau de Maupertuis (Francija, 1698 – 1759)
- Alain Maury (Francija)
- Antonia Maury (ZDA, 1866 – 1952)
- Tobias Mayer (Nemčija, 1723 – 1762)
- Nicholas Ulrich Mayall (ZDA, 1906 – 1993)
- Michel Mayor (Švica, 1942 –)
- Marshall McCall (ZDA)
- William Hunter McCrea (Irska, Anglija, 1904 – 1999)
- Christopher McKee (ZDA, 1942 –)
- Robert Scott McMillan (ZDA, 1950 –)
- Pierre-François-André Méchain (Francija, 1744 – 1804)
- Aden Baker Meinel (ZDA, 1922 – 2011)
- John Edward Mellish (ZDA, 1886 – 1970)
- Philibert Jacques Melotte (Anglija, 1880 – 1961)
- Menelaj (Aleksandrija, ok. 70 – ok. 140)
- Donald Howard Menzel (ZDA, 1901 – 1976)
- Nicholas Mercator (Nemčija, okoli 1620 – 1687)
- Paul Willard Merrill (ZDA, 1887 – 1961)
- Charles Messier (Francija, 1730 – 1817)
- Leon Mestel (Anglija, 1927 – 2017)
- Joel Hastings Metcalf (ZDA, 1866 – 1925)
- Adriaan Metius (Nizozemska, 1571 – 1635)
- Meton (Grčija, ok. 470 pr. n. št. – ok. 400 pr. n. št.)
- John Michell (Anglija, 1724 – 1793)
- Aleksander Aleksandrovič Mihajlov (Rusija, 1888 – 1983)
- Milutin Milanković (Srbija, 1879 – 1958)
- Jakob Milich (Nemčija, 1501 – 1559)
- Dayton Clarence Miller (ZDA, 1866 – 1941)
- William Allen Miller (Anglija, 1817 – 1870)
- Elia Millosevich (Italija, 1848 – 1919)
- Nikola Miličević (Hrvaška, 1887 – 1963)
- Rudolph Minkowski (Nemčija, ZDA, 1895 – 1976)
- Marcel Gilles Jozef Minnaert (Belgija, 1893 – 1970)
- Ormbsy McKnight Mitchel (ZDA, 1809 – 1862)
- Maria Mitchell (ZDA, 1818 – 1889)
- Samuel Alfred Mitchell (ZDA, 1874 – 1960)
- August Ferdinand Möbius (Nemčija, 1790 – 1868)
- Johan Maurits Mohr (Nizozemska Indija, 1716 – 1775)
- Didrik Magnus Axel Möller (Švedska, 1830 – 1896)
- Jacques Leibax Montaigne (Francija, 1716 – 1785?)
- Geminiano Montanari (Italija, 1633 – 1687)
- Patrick Moore (Anglija, 1923 – 2012)
- William Wilson Morgan (ZDA, 1906 – 1994)
- Amédée Mouchez (Francija, 1821 – 1892)
- Forest Ray Moulton (ZDA, 1872 – 1952)
- Antonín Mrkos (Češka, 1918 – 1996)
- John Mudge (Anglija, 1721 – 1793)
- Muhamed Muminović (Bosna in Hercegovina, 1948 –)
- Osamu Muramacu (Japonska, 1949 –)
- Jean de Muris (Francija, 1290 – 1351)

## N
- Valentin Naboth (Nemčija, 1523 – 1593)
- Naburimani (Babilonija, okoli 560 pr. n. št. – 480 pr. n. št.)
- Al-Najrizi (Iran, okoli 865 – okoli 992)
- James Nasmyth (Škotska, 1808 – 1890)
- Jerry Earl Nelson (ZDA, 1944 –)
- Jordan Nemorarij (Nemčija, okoli 1170 – 1237)
- Gerald Neugebauer (ZDA, 1932 – 2014)
- Otto Eduard Neugebauer (Avstrija, ZDA, 1899 – 1990)
- Grigorij Nikolajevič Neujmin (Rusija, 1886 – 1946)
- Simon Newcomb (Kanada, ZDA, 1835 – 1909)
- Isaac Newton (Anglija, 1643 – 1727)
- John Pringle Nichol (Škotska, 1804 – 1859)
- Seth Barnes Nicholson (ZDA, 1891 – 1963)
- Cuneo Niidžima (Japonska, 1955 –)
- Peter Nilson (Švedska, 1937 – 1998)
- Domenico Maria de Novara (Italija, 1454 – 1504)
- Magnus Nyrén (Švedska, 1837 – 1921)

## O
- Oinopid (Grčija, okoli 490 pr. n. št. – okoli 420 pr. n. št.)
- Tarmo Oja (Švedska, Estonija, 1934 – 2024)
- Heinrich Wilhelm Mathias Olbers (Nemčija, 1758 – 1840)
- Jan Hendrik Oort (Nizozemska, 1900 – 1992)
- Ernst Julius Öpik (Estonija, 1893 – 1985)
- Samuel Oppenheim (Avstrija, 1857 – 1928)
- Theodor von Oppolzer (Avstrija, 1841 – 1886)
- Nicole Oresme (Francija, 1323 – 1382)
- Donald Edward Osterbrock (ZDA, 1924 – 2007)
- Liisi Oterma (Finska, 1915 – 2001)
- William Oughtred (Anglija, 1575 – 1660)

## P
- Bohdan Paczyński (Poljska, ZDA, 1940 – 2007)
- Ľudmila Pajdušáková (Slovaška, 1916 – 1979)
- Johann Palisa (Avstrija, 1848 – 1925)
- Antonie Pannekoek (Nizozemska, 1873 – 1960)
- Janus Pannonius (Hrvaška, 1434 – 1472)
- John Stefanos Paraskevopoulos (Grčija, Južna Afrika, 1889 – 1951)
- Jurij Nikolajevič Parijski (Rusija, 1932 – )
- Nikolaj Nikolajevič Parijski (Rusija, 1900 – 1996)
- Ivan Paskvić (Hrvaška, Madžarska, 1754 – 1829)
- André Patry (Francija, 1902 – 1960)
- Cecilia Payne-Gapoškin (ZDA, 1900 – 1979)
- John Andrew Peacock (Anglija, 1956 – )
- William Pearson (Anglija, 1767 – 1847)
- Francis Gladheine Pease (ZDA, 1881 – 1938)
- Philip James Edwin Peebles (Kanada, ZDA, 1935 – )
- Benjamin Peirce (ZDA, 1809 – 1880)
- Nicolas-Claude Fabri de Peiresc (Francija, 1580 – 1637)
- Leslie Copus Peltier (ZDA, 1900 – 1980)
- Julien Péridier (Francija, 1882 – 1967)
- Andrej Perlah (Slovenija, 1490 – 1551)
- Charles Dillon Perrine (Argentina, ZDA, 1867 – 1951)
- Henri Joseph Anastase Perrotin (Francija, 1845 – 1904)
- Carl Friedrich Wilhelm Peters (Nemčija, 1849 – 1894)
- Christian August Friedrich Peters (Nemčija, 1806 – 1880)
- Christian Heinrich Friedrich Peters (Nemčija, ZDA, 1813 – 1890)
- Edison Pettit (ZDA, 1889 – 1962)
- Georg Aunpekh von Peurbach (Avstrija, 1423 – 1461)
- Johann Wilhelm Andreas Pfaff (Nemčija, 1774 – 1835)
- Theodore Evelyn Reece Phillips (Anglija, 1868 – 1942)
- Giuseppe Piazzi (Italija, 1746 – 1826)
- Jean-Felix Picard (Francija, 1620 – 1682)
- Luc Picart (Francija, 1867 – 1956)
- Edward Charles Pickering (ZDA, 1846 – 1919)
- William Henry Pickering (ZDA, 1858 – 1938)
- Đuro Pilar (Hrvaška, 1846 – 1893)
- Piteas (Grčija, okoli 340 pr. n. št. – okoli 270 pr. n. št.)
- Phil Plait (ZDA, 1964 –)
- Giovanni Antonio Amedeo Plana (Italija, 1781 – 1864)
- Harry Hemley Plaskett (Kanada, 1893 – 1980)
- John Stanley Plaskett (Kanada, 1865 – 1941)
- Norman Robert Pogson (Anglija, 1829 – 1891)
- Grzegorz Pojmański (Poljska, 1959 –)
- Ilijodor Ivanovič Pomerancev (Rusija, 1847 – 1921)
- John Pond (Anglija, 1767 – 1836)
- Jean-Louis Pons (Francija, 1761 – 1831)
- Posidonij (Grčija, okoli 135 pr. n. št. – 51 pr. n. št.)
- Karl Rudolph Powalky (Nemčija, ZDA, 1817 – 1881)
- Charles Pritchard (Anglija, 1808 – 1893)
- Richard Anthony Proctor (Anglija, 1837 – 1888)
- Erik Prosperin (Švedska, 1739 – 1803)
- Milorad B. Protić (Srbija, 1910 – 2001)
- Klavdij Ptolemej (Rimski Egipt, ok. 85 – 165)
- Pierre Henri Puiseux (Francija, 1855 – 1928)
- Victor Alexandre Puiseux (Francija, 1820 – 1883)

## Q
- Didier Queloz (Švica, 1966 –)
- Lambert Adolphe Jacques Quételet (Belgija, 1796 – 1874)

## R
- Rodolphe Radau (Francija, 1835 – 1911)
- Pavla Ranzinger (Slovenija, 1933 – 2024)
- Matthew Raper (Anglija, 1705 – 1778)
- Georges Antoine Pons Rayet (Francija, 1839 – 1906)
- Grote Reber (ZDA, 1911 – 2002)
- Regiomontan (Johannes Müller) (Nemčija, 1436 – 1476)
- Erasmus Reinhold (Prusija, Nemčija, 1511 – 1553)
- Grote Reber (ZDA, 1911 – 2002)
- Martin John Rees (Anglija, 1942 –)
- Lorenzo Respighi (Italija, 1824 – 1889)
- Karl Wilhelm Reinmuth (Nemčija, 1892 – 1979)
- Johann Georg Repsold (Nemčija, 1770 – 1830)
- Georg Joachim Lauchen von Retij (Nemčija, 1514 – 1574)
- Giovanni Battista Riccioli (Italija, 1598 – 1671)
- Jean Richer (Francija, 1630 – 1696)
- Richard van der Riet Woolley (Anglija, 1906 – 1986)
- Stephen Peter Rigaud (Anglija, 1774 – 1839)
- Fernand Rigaux (Belgija, 1906 – 1962)
- Isaac Roberts (Wales, 1829 – 1904)
- Abraham Robertson (Škotska, 1751 – 1826)
- John Thomas Romney Robinson (Irska, 1792 – 1882)
- Édouard Albert Roche (Francija, 1820 – 1883)
- Ole Christensen Rømer (Danska, 1644 – 1710)
- Otto August Rosenberger (Nemčija, 1800 – 1890)
- Frank Elmore Ross (ZDA, 1874 – 1960)
- William Parsons Rosse (Anglija, Irska, 1800 – 1867)
- Gilbert Rougier (Francija, 1886 – 1947)
- Henry Augustus Rowland (ZDA, 1848 – 1901)
- Slavko Rozgaj (Hrvaška, 1895 – 1978)
- Vera Cooper Rubin (ZDA, 1928 – 2016)
- Karl Ludwig Christian Rümker (Nemčija, Anglija, 1788 – 1862)
- Henry Norris Russell (ZDA, 1877 – 1957)
- Barbara Sue Ryden (ZDA, 1961 –)
- Martin Ryle (Anglija, 1918 – 1984)

## S
- Edward Sabine (Irska, Anglija, 1788 – 1883)
- Johannes de Sacrobosco (Anglija, okoli 1195 – okoli 1256)
- Carl Sagan (ZDA, 1934 – 1996)
- Allan Rex Sandage (ZDA, 1926 – 2010)
- Ralph Allen Sampson (Anglija, 1866 – 1939)
- Hendricus Gerardus van de Sande Bakhuyzen (Nizozemska, 1838 – 1923)
- Wallace Leslie William Sargent (Anglija, ZDA, 1935 – 2012)
- Alexandre Schaumasse (Francija, 1882 – 1958)
- Christoph Scheiner (Nemčija, 1575 – 1650)
- Heinrich Ferdinand Scherk (Nemčija, 1798 – 1885)
- Giovanni Virginio Schiaparelli (Italija, 1835 – 1910)
- Frank Schlesinger (ZDA, 1871 – 1943)
- Bernhard Voldemar Schmidt (Estonija, Švedska, Nemčija, 1879 – 1935)
- Johann Friedrich Julius Schmidt (Nemčija, 1825 – 1884)
- Maarten Schmidt (Nizozemska, ZDA, 1929 – 2022)
- Alfred Schmitt (Francija, 1907 – 1972)
- Robert Andrew Schommer (ZDA, 1946 – 2001)
- Johannes Schöner (Nemčija, 1477 – 1547)
- Johann Hieronymus Schröter (Nemčija, 1746 – 1816)
- Lipót Schulhof (Madžarska, 1874 – 1921)
- Heinrich Christian Schumacher (Nemčija, 1780 – 1850)
- Hans-Emil Schuster (Nemčija, 1934 – 2024)
- Samuel Heinrich Schwabe (Nemčija, 1789 – 1875)
- Karl Schwarzschild (Nemčija, 1873 – 1916)
- Martin Schwarzschild (Nemčija, ZDA, 1912 – 1997)
- Friedrich Karl Arnold Schwassmann (Nemčija, 1870 – 1964)
- Ruby Payne Scott (Avstralija, 1912 – 1981)
- James Vernon Scotti (ZDA, 1960 –)
- Sara Seager (Kanada, ZDA, 1971 –)
- Frederick Hanley Seares (ZDA, 1873 – 1964)
- George Mary Searle (ZDA, 1839 – 1918)
- Michael John Seaton (Anglija, 1923 – 2007)
- Pietro Angelo Secchi (Italija, 1818 – 1878)
- Hugo von Seeliger (Nemčija, 1849 – 1924)
- Jean-François Séguier (Francija, 1703 – 1784)
- Cutomu Seki (Japonska, 1930 –)
- Selevk (Selevkija, okoli 190 pr. n. št. –?)
- Jean-Pierre Serre (1926 –)
- Joseph-Alfred Serret (Francija, 1819 – 1885)
- Carl Keenan Seyfert (ZDA, 1911 – 1960)
- Harlow Shapley (ZDA, 1885 – 1972)
- Scott Sander Sheppard (ZDA, 1977 –)
- Carolyn Jean Spellmann Shoemaker (ZDA, 1929 – 2021)
- Eugene Merle Shoemaker (ZDA, 1928 – 1997)
- James Short (Škotska, Anglija, 1710 – 1768)
- Frank Hsia-San Shu (ZDA, 1943 –)
- George Shuckburgh-Evelyn (Anglija, 1751 – 1804)
- Joseph Silk (ZDA, 1943 –)
- Stephen Singer-Brewster Stephen C. Brewster) (ZDA, 1945 – )
- Rašid Alijevič Sjunjajev (Rusija, 1943 –)
- Brian A. Skiff (ZDA)
- Joseph Silk (Anglija, 1942 –)
- Savai Džai Singh II. (Indija, 1686 – 1743)
- Willem de Sitter (Nizozemska, 1872 – 1934)
- Charlotte Moore Sitterly (ZDA, 1898 – 1990)
- John Francis Skjellerup (Avstralija, Republika Južna Afrika, 1875 – 1952)
- Earl Charles Slipher (ZDA, 1883 – 1964)
- Vesto Melvin Slipher (ZDA, 1875 – 1969)
- Tamara Mihajlovna Smirnova (Rusija, 1918 – 2001)
- William Henry Smyth (Anglija, 1788 – 1865)
- Willebrord Snell van Royen (Nizozemska, 1580 – 1626)
- Jan Śniadecki (Poljska, 1756 – 1830)
- Johann Georg von Soldner (Nemčija, 1776 – 1833)
- Sosigen (Ptolemejski Egipt, okoli 90 pr. n. št. – okoli 20 pr. n. št.)
- Sosigen Peripatetik (Grčija, okoli 150)
- Timothy Bruce Spahr (ZDA, 1970 –)
- James South (Anglija, 1785 – 1867)
- Harold Spencer Jones (Anglija, 1890 – 1960)
- Lyman Strong Spitzer mlajši (ZDA, 1914 – 1997)
- Friedrich Wilhelm Gustav Spörer (Nemčija, 1822 – 1895)
- Sporos (Nikeja, okoli 240 – 300)
- Stefano Sposetti (Švica, 1958 –)
- Erland Myles Standish (ZDA, 1939 –)
- Anton Staus (Nemčija, 1872 – 1955)
- William Herbert Steavenson (Anglija, 1894 – 1975)
- Joel Stebbins (ZDA, 1878 – 1966)
- Aleksander Vladimirovič Stepanov (Rusija)
- Édouard Jean-Marie Stephan (Francija, 1837 – 1923)
- David J. Stevenson (Nova Zelandija, ZDA, 1948 –)
- Johannes Stöffler (Nemčija, 1452 – 1531)
- Clifford Stoll (ZDA, 1950 –)
- Edward James Stone (Anglija, 1831 – 1897)
- Mårten Strömer (Švedska, 1707 – 1770)
- Bengt Strömgren (Danska, 1908 – 1987)
- Svante Elis Strömgren (Švedska, Danska, 1870 – 1947)
- Friedrich Georg Wilhelm von Struve (Nemčija, Rusija, 1793 – 1864)
- Karl Hermann Struve (Rusija, Nemčija, 1854 – 1920)
- Ljudvig Ottovič Struve (Rusija, 1858 – 1920)
- Otto Struve (Ukrajina, ZDA, 1897 – 1963)
- Otto Vasiljevič Struve (Rusija, 1819 – 1905)
- Sudin (Babilon, okoli 240 pr. n. št.)
- Karl Frithof Sundman (Finska, 1873 – 1949)
- Ivan Sušnik (Slovenija, 1854 – 1942)
- Govind Swarup (Indija 1929 – 2020)
- Edward Doane Swift (ZDA, 1871 – 1935)
- Lewis A. Swift (ZDA, 1820 – 1913)
- Ignacije Szentmartony (Hrvaška, 1710 – 1793)

## Š
- Grigorij Abramovič Šajn (Rusija, 1892 – 1956)
- Pelageja Fjodorovna Šajn (Rusija, 1894 – 1956)
- Lenka Šarounová (Češka, 1973 – )
- Ibn aš-Šatir (Sirija, 1304 – 1375)
- Jan Šindel (Češka, 1370 – 1443)
- Josip Samujilovič Šklovski (Ukrajina, 1916 – 1985)
- Vladimir Georgiev Škodrov (Bolgarija, 1930 – 2010)
- Tigran Aramovič Šmaonov (Rusija)
- Otto Juljevič Šmidt (Rusija, 1891 – 1956)
- Pavel Karlovič Šternberg (Rusija, 1865 – 1920)

## T
- Tabit ibn Kora (Haranski kalifat, 826 – 901)
- Taki al-Din (Sirija, Osmansko cesarstvo, 1526 – 1585)
- Tales (Milet, Mala Azija, okoli 635 pr. n. št. – okoli 543 pr. n. št.)
- Gustav Andreas Tammann (Nemčija, 1932 – 2019)
- Jasuo Tanaka (Japonska, 1931 – 2018)
- Georg Tannstetter (Avstrija, 1482 – 1535)
- Kiril Nikolajevič Tavastšerna (Rusija, 1921 – 1982)
- Joseph Hooton Taylor mlajši (ZDA, 1941 –)
- John Tebbutt (Avstralija, 1834 – 1916)
- Ernst Wilhelm Leberecht Tempel (Nemčija, 1821 – 1889)
- Erik Tengström (Švedska, 1913 – 1996)
- Teodozij (Grčija, ok. 130 pr. n. št. – ok. 60 pr. n. št.)
- Teon I. (Smirene, Grčija, okoli 90 – ok. 160)
- Teon II. (Aleksandrija, Egipt, okoli 335 – okoli 405)
- Thorvald Nicolai Thiele (Danska, 1838 – 1910)
- John Macon Thome (ZDA, Argentina, 1843 – 1908)
- Jana Tichá (Češka, 1965 –)
- Miloš Tichý (Češka, 1966 –)
- Gavril Adrijanovič Tihonov (Rusija, 1875 – 1950)
- Timoharis (Grčija, okoli 320 pr. n. št. – okoli 260 pr. n. št.)
- François Félix Tisserand (Francija, 1848 – 1896)
- Johann Daniel Titius (Nemčija, 1729 – 1796)
- Clyde William Tombaugh (ZDA, 1906 – 1997)
- Ivan Tomec (Slovenija, 1880 – 1950)
- Étienne Léopold Trouvelot (Francija, 1827 – 1895)
- Robert Julius Trumpler (Švica, ZDA, 1886 – 1956)
- Herbert Hall Turner (Anglija, 1861 – 1930)
- Nasir at-Tusi (Abasidski kalifat, 1201 – 1274)
- Charles Wesley Tuttle (ZDA, 1829 – 1881)
- Horace Parnell Tuttle (ZDA, 1839 – 1923)

## U
- Antonio de Ulloa (Španija, 1716 – 1795)
- Ulug Beg (Timuridski Iran, 1394 – 1449)
- Albrecht Otto Johannes Unsöld (Nemčija, 1905 – 1995)
- Takeši Urata (Japonska, 1947 – 2012)
- Ivan Ureman (Hrvaška, 1583 – 1621)

## V
- Yrjö Väisälä (Finska, 1891 – 1971)
- Jean Elias Benjamin Valz (Francija, 1787 – 1867)
- Esko Valtaoja (Finska, 1951 –)
- Mauri Valtonen (Finska)
- George Van Biesbroeck (Belgija, ZDA, 1880 – 1974)
- Sidney van den Bergh (Nizozemska, Kanada, (1929 – )
- Cornelis Johannes van Houten (Nizozemska, 1920 – 2002)
- Ingrid van Houten-Groeneveld (Nizozemska, 1921 – 2015)
- Varahamihira (Indija, 6. stol.)
- Antoinette de Vaucouleurs (Francija, ZDA, 1921 – 1987)
- Gérard Henri de Vaucouleurs (Francija, ZDA, 1918 – 1995)
- Francesco de Vico (Italija, 1805 – 1848)
- Yvon Villarceau (Francija, 1813 – 1883)
- Samuel Vince (Anglija, 1749 – 1821)
- Ivan Vitez Sredniški (Hrvaška 1405/08 – 1472)
- Hermann Carl Vogel (Nemčija, 1841 – 1907)
- Johann Henrich Voigt (Nemčija, 1613 – 1691)
- Boris Aleksandrovič Voroncov-Veljaminov (Rusija, 1904 – 1994)
- Vladis Vujnović (Hrvaška, 1933 – 2025)

## W
- Arthur Arno Wachmann (Nemčija, 1902–1990)
- Åke Wallenquist (Švedska, 1904 – 1994)
- Seth Ward (Anglija, 1617–1689)
- Pehr Wilhelm Wargentin (Švedska, 1717–1783)
- James Craig Watson (ZDA, 1838–1880)
- Chester Burleigh Watts (ZDA, 1889–1971)
- Thomas William Webb (Anglija, 1807–1885)
- Godefroy Wendelin (Belgija, 1580–1667)
- Alfred Lothar Wegener (Nemčija, 1863–1932)
- Nigel Oscar Weiss (Južna Afrika, 1936–2020)
- Richard Martin West (Danska, 1941–)
- Fred Lawrence Whipple (ZDA, 1906–2004)
- Albert Edward Whitford (ZDA, 1905–2002)
- Sarah Frances Whiting (ZDA, 1847–1927)
- John Paul Wild (Avstralija, 1923–2008)
- Paul Wild (Švica, 1925–2014)
- Arthur Stanley Williams (Anglija, 1861–1938)
- Robert (Eugene) Williams (ZDA, 1940–)
- Albert George Wilson (ZDA, 1918–2012)
- Olin Chaddock Wilson (ZDA, 1909–1994)
- Joseph Winlock (ZDA, 1826 – 1875)
- Friedrich August Theodor Winnecke (Nemčija, 1835–1897)
- John Winthrop (ZDA, 1714–1779)
- Carl Alvar Wirtanen (ZDA, 1910–1990)
- Carl Wilhelm Wirtz (Nemčija, 1876–1939)
- Jennifer Wiseman (ZDA)
- Carl Gustav Witt (Danska, 1866–1946)
- Paul Wittich (Nemčija, 1546–1586)
- Charles Joseph Étienne Wolf (Francija, 1827–1918)
- Max Franz Joseph Cornelius Wolf (Nemčija, 1863–1932)
- Rudolf Johann Wolf (Švica, 1816–1893)
- Arnold Wolfendale (Anglija, 1927–2020)
- Aleksander Wolszczan (Poljska, 1946–)
- Christopher Wren (Anglija, 1632–1723)
- Thomas Wright (Anglija, 1711–1786)
- William Hammond Wright (ZDA, 1871–1959)
- John Wrottesley (Anglija, 1798–1867)
- Johann Philipp von Wurzelbauer (Nemčija, 1651–1725)

## Y
- Charles Augustus Young (ZDA, 1834 – 1908)

## Z
- Franz Xaver von Zach (Nemčija, 1754 – 1832)
- Abraham Zacuto (Portugalska, 1450 – 1510)
- Francesco Zagar (Hrvaška, Italija, 1900 – 1976)
- al-Zarkali (Španija, 1028 – 1087)
- Feliks Jurjevič Zigel (Rusija, 1920 – 1988)
- Johann Karl Friedrich Zöllner (Nemčija, 1834 – 1882)
- Niccolò Zucchi (Italija, 1586 – 1670)
- Ivan Luka Zuzorić (Hrvaška, 1716 – 1746)
- Fritz Zwicky (Švica, ZDA, 1898 – 1974)
- Tomaž Zwitter (Slovenija, 1961 –)

## Ž
- Aleksander Markelovič Ždanov (Rusija, 1858 – 1914)
- Venjamin Pavlovič Žehovski (Rusija, Francija, 1881 – 1953)
- Ljudmila Vasiljevna Žuravljova (Ukrajina, 1946 –)